# Справа Румянцева
«Справа Румянцева» (рос. «Дело Румянцева») — радянський повнометражний кольоровий художній фільм, поставлений на Кіностудії «Ленфільм» в 1955 році режисером Йосипом Хейфіцем.
Прем'єра фільму в СРСР відбулася 8 березня 1956 року.

## Зміст
Водія Румянцева зловили з краденим вантажем і відправили за ґрати. Та він не здійснював нічого протизаконного, його підставив власний начальник, пов'язаний із злочинним угрупуванням. Допомоги чекати нізвідки, міліцію цілком влаштовує те, що вони знайшли цапа-відбувайла. Та коли за справу береться досвідчений слідчий, з'являється надія на справедливе закінчення всієї справи.

## Ролі
- Олексій Баталов — Олександр Румянцев, шофер-далекобійник
- Нінель Подгорна — Клавдія Науменко, студентка, наречена Румянцева
- Сергій Лук'янов — Сергій Іванович Афанасьєв, полковник міліції, слідчий ОБХСС
- Геннадій Юхтін — Павло Євдокимов, шофер, друг Румянцева
- Володимир Лепко — Василь Лемехов, шофер
- Євген Леонов — Михайло Снєгірьов, шофер
- Микола Крючков — Корольков, начальник відділу експлуатації
- Віктор Чекмарьов —  Шмиглі, рецидивіст, ватажок зграї розкрадачів
- Петро Лобанов — Самохін, капітан міліції, слідчий ОБХСС
- Антс Ескол — Прус, завідувач дитячим магазином, розкрадач
- Аркадій Трусов — Яків Єгорович, шофер, старший товариш Румянцева
- Іван Селянин — Василь Степанович, шофер, старший товариш Румянцева
- Людмила Голубєва — Люба, студентка, подруга Клавдії
- Віктор Коваль — Саша, вихованець дитбудинку, усиновлений Євдокимовим
- Євгенія Лосакевич — Зоя Павлівна, тітка Клавдії
- Інна Макарова — Нонна Снєгірьова, дружина Снєгірьова

## В епізодах
- Алевтина Румянцева —  Таїсія, студентка, подруга Клавдії
- Гліб Селянин — співробітник міліції, молодший лейтенант
- Ольга Аверічева — нянечка в дитбудинку
- Олександр Орлов — доктор у лікарні
- Борис Кудряшов — співробітник міліції
- Олександр Джобінов — епізод
- Віра Кузнецова — сусідка Румянцева
- Воотеле Вейкат  — подільник Пруса, що вбиваєш Румянцева
- Хейно Отто  — подільник Пруса, що вбиваєш Румянцева
- Сергій Підмайстрів — Вовка, син Королькова
- Лев Степанов — палить у міськторгу
- Герман Лупекін — високий відвідувач в лікарні
- Римма Бикова — сусідка Клавдії по палаті (в титрах не вказана)
- Олександр Лагутін — епізод (в титрах не вказаний)

## Знімальна група
- Сценарій - Юрія Германа, Йосип Хейфіца
- Постановка - Йосипа Хейфіца
- Режисер - Семен Дерев'янський
- Асистенти режисера - Катерина Сердечкова, Анна Тубеншляк
- Головні оператори - Мойсей Магід, Лев Сокальський
- Оператор - Едуард Розовський
- Асистент оператора - К. Соловйов
- Художники - Ісаак Каплан, Белла Маневич
- Композитор - Венедикт Пушков
- Звукооператор - Арнольд Шаргородський
- Художник-гример - В. Соколов
- Художник-декоратор - Ю. Фрейдлін
- Консультант - І. Соколов
- Редактор - Ірина Тарсанова
- Монтажер фільму - Олена Баженова
- Директор картини - Мойсей Генденштейн